# Wereldkampioenschap voetbal onder 20 - 2003
Het veertiende wereldkampioenschap voetbal onder 20 werd gehouden in de Verenigde Arabische Emiraten van 27 november tot en met 19 december 2003. Het was oorspronkelijk de bedoeling om het toernooi eerder te houden, maar dan kon niet doorgaan vanwege de Irakoorlog. Het toernooi werd voor de vierde keer gewonnen door Brazilië, in de finale werd Spanje met 1–0 verslagen. Colombia werd derde.

## Deelnemende landen

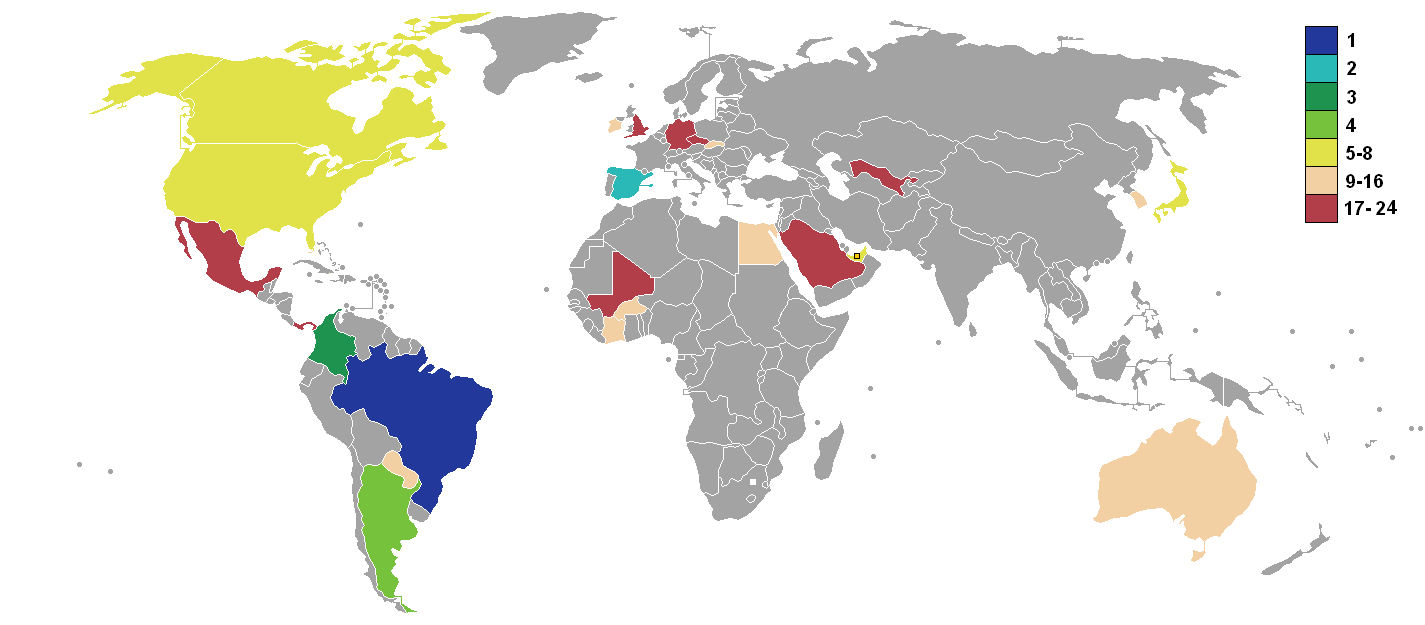
Deelnemen landen

Er deden 24 teams uit zes confederaties mee. Teams konden zich kwalificeren via een jeugdtoernooi dat binnen elke confederatie georganiseerd werd.
| Confederatie                                   | Kwalificatietoernooi                                                                                        | Gekwalificeerde landen                               |
| ---------------------------------------------- | --- | ---------------------------------------------------- |
| AFC (Azië)                                     | Aziatisch kampioenschap voetbal onder 20 - 2002 Qatar, 15–31 oktober 2002                                   | Japan Saoedi-Arabië Oezbekistan Zuid-Korea           |
| CAF (Afrika)                                   | Afrikaans kampioenschap voetbal onder 20 - 2003 Burkina Faso, 4–18 januari 2003                             | Burkina Faso Ivoorkust Irak Mali                     |
| CONCACAF (Noord, Centraal-Amerika & Caribbean) | CONCACAF-kampioenschap voetbal onder 21 - 2003 Panama en de Verenigde Staten, 16 oktober – 17 november 2002 | Canada Mexico Panama Verenigde Staten                |
| CONMEBOL (Zuid-Amerika)                        | Zuid-Amerikaans kampioenschap voetbal onder 20 - 2003 Uruguay, 4–28 januari 2003                            | Argentinië Brazilië Colombia Paraguay                |
| OFC (Oceanië)                                  | Oceanisch kampioenschap voetbal onder 20 - 2002 Vanuatu en Fiji, 7–22 december 2002                         | Australië                                            |
| UEFA (Europa)                                  | Europees kampioenschap voetbal onder 19 - 2002 Noorwegen, 21–28 juli 2002                                   | Engeland Tsjechië Duitsland Spanje Slowakije Ierland |
| Gastland                                       | Gastland | Verenigde Arabische Emiraten                         |

## Stadions
| Abu Dhabi                                               | Abu Dhabi | Abu Dhabi | |
| ------------------------------------------------------- | --- | --- | --- |
| Sjeik Zayidstadion Capaciteit: 66.000                   | Mohammed Bin Zayidstadion Capaciteit: 15.000 | Al Nahyanstadion Capaciteit: 12.000 | |
|                                                         | | | |
| Dubai                                                   | · Abu Dhabi · Sjeik Zayidstadion · Mohammed Bin Zayidstadion · Al Nahyanstadion Al Ain · Sheikh Kalifa Internationaal Stadion Dubai · Al-Maktoumstadion · Al-Rashidstadion Sharjahstadion · Sharjah | · Abu Dhabi · Sjeik Zayidstadion · Mohammed Bin Zayidstadion · Al Nahyanstadion Al Ain · Sheikh Kalifa Internationaal Stadion Dubai · Al-Maktoumstadion · Al-Rashidstadion Sharjahstadion · Sharjah | · Abu Dhabi · Sjeik Zayidstadion · Mohammed Bin Zayidstadion · Al Nahyanstadion Al Ain · Sheikh Kalifa Internationaal Stadion Dubai · Al-Maktoumstadion · Al-Rashidstadion Sharjahstadion · Sharjah |
| Al-Maktoumstadion Capaciteit: 12.000                    | · Abu Dhabi · Sjeik Zayidstadion · Mohammed Bin Zayidstadion · Al Nahyanstadion Al Ain · Sheikh Kalifa Internationaal Stadion Dubai · Al-Maktoumstadion · Al-Rashidstadion Sharjahstadion · Sharjah | · Abu Dhabi · Sjeik Zayidstadion · Mohammed Bin Zayidstadion · Al Nahyanstadion Al Ain · Sheikh Kalifa Internationaal Stadion Dubai · Al-Maktoumstadion · Al-Rashidstadion Sharjahstadion · Sharjah | · Abu Dhabi · Sjeik Zayidstadion · Mohammed Bin Zayidstadion · Al Nahyanstadion Al Ain · Sheikh Kalifa Internationaal Stadion Dubai · Al-Maktoumstadion · Al-Rashidstadion Sharjahstadion · Sharjah |
| Al-Rashidstadion Capaciteit: 18.000                     | · Abu Dhabi · Sjeik Zayidstadion · Mohammed Bin Zayidstadion · Al Nahyanstadion Al Ain · Sheikh Kalifa Internationaal Stadion Dubai · Al-Maktoumstadion · Al-Rashidstadion Sharjahstadion · Sharjah | · Abu Dhabi · Sjeik Zayidstadion · Mohammed Bin Zayidstadion · Al Nahyanstadion Al Ain · Sheikh Kalifa Internationaal Stadion Dubai · Al-Maktoumstadion · Al-Rashidstadion Sharjahstadion · Sharjah | · Abu Dhabi · Sjeik Zayidstadion · Mohammed Bin Zayidstadion · Al Nahyanstadion Al Ain · Sheikh Kalifa Internationaal Stadion Dubai · Al-Maktoumstadion · Al-Rashidstadion Sharjahstadion · Sharjah |
|                                                         | · Abu Dhabi · Sjeik Zayidstadion · Mohammed Bin Zayidstadion · Al Nahyanstadion Al Ain · Sheikh Kalifa Internationaal Stadion Dubai · Al-Maktoumstadion · Al-Rashidstadion Sharjahstadion · Sharjah | · Abu Dhabi · Sjeik Zayidstadion · Mohammed Bin Zayidstadion · Al Nahyanstadion Al Ain · Sheikh Kalifa Internationaal Stadion Dubai · Al-Maktoumstadion · Al-Rashidstadion Sharjahstadion · Sharjah | · Abu Dhabi · Sjeik Zayidstadion · Mohammed Bin Zayidstadion · Al Nahyanstadion Al Ain · Sheikh Kalifa Internationaal Stadion Dubai · Al-Maktoumstadion · Al-Rashidstadion Sharjahstadion · Sharjah |
| Sharjah                                                 | · Abu Dhabi · Sjeik Zayidstadion · Mohammed Bin Zayidstadion · Al Nahyanstadion Al Ain · Sheikh Kalifa Internationaal Stadion Dubai · Al-Maktoumstadion · Al-Rashidstadion Sharjahstadion · Sharjah | · Abu Dhabi · Sjeik Zayidstadion · Mohammed Bin Zayidstadion · Al Nahyanstadion Al Ain · Sheikh Kalifa Internationaal Stadion Dubai · Al-Maktoumstadion · Al-Rashidstadion Sharjahstadion · Sharjah | · Abu Dhabi · Sjeik Zayidstadion · Mohammed Bin Zayidstadion · Al Nahyanstadion Al Ain · Sheikh Kalifa Internationaal Stadion Dubai · Al-Maktoumstadion · Al-Rashidstadion Sharjahstadion · Sharjah |
| Sharjahstadion Capaciteit: 12.000                       | · Abu Dhabi · Sjeik Zayidstadion · Mohammed Bin Zayidstadion · Al Nahyanstadion Al Ain · Sheikh Kalifa Internationaal Stadion Dubai · Al-Maktoumstadion · Al-Rashidstadion Sharjahstadion · Sharjah | · Abu Dhabi · Sjeik Zayidstadion · Mohammed Bin Zayidstadion · Al Nahyanstadion Al Ain · Sheikh Kalifa Internationaal Stadion Dubai · Al-Maktoumstadion · Al-Rashidstadion Sharjahstadion · Sharjah | · Abu Dhabi · Sjeik Zayidstadion · Mohammed Bin Zayidstadion · Al Nahyanstadion Al Ain · Sheikh Kalifa Internationaal Stadion Dubai · Al-Maktoumstadion · Al-Rashidstadion Sharjahstadion · Sharjah |
| Al Ain                                                  | · Abu Dhabi · Sjeik Zayidstadion · Mohammed Bin Zayidstadion · Al Nahyanstadion Al Ain · Sheikh Kalifa Internationaal Stadion Dubai · Al-Maktoumstadion · Al-Rashidstadion Sharjahstadion · Sharjah | · Abu Dhabi · Sjeik Zayidstadion · Mohammed Bin Zayidstadion · Al Nahyanstadion Al Ain · Sheikh Kalifa Internationaal Stadion Dubai · Al-Maktoumstadion · Al-Rashidstadion Sharjahstadion · Sharjah | · Abu Dhabi · Sjeik Zayidstadion · Mohammed Bin Zayidstadion · Al Nahyanstadion Al Ain · Sheikh Kalifa Internationaal Stadion Dubai · Al-Maktoumstadion · Al-Rashidstadion Sharjahstadion · Sharjah |
| Sheikh Kalifa Internationaal Stadion Capaciteit: 12.000 | · Abu Dhabi · Sjeik Zayidstadion · Mohammed Bin Zayidstadion · Al Nahyanstadion Al Ain · Sheikh Kalifa Internationaal Stadion Dubai · Al-Maktoumstadion · Al-Rashidstadion Sharjahstadion · Sharjah | · Abu Dhabi · Sjeik Zayidstadion · Mohammed Bin Zayidstadion · Al Nahyanstadion Al Ain · Sheikh Kalifa Internationaal Stadion Dubai · Al-Maktoumstadion · Al-Rashidstadion Sharjahstadion · Sharjah | · Abu Dhabi · Sjeik Zayidstadion · Mohammed Bin Zayidstadion · Al Nahyanstadion Al Ain · Sheikh Kalifa Internationaal Stadion Dubai · Al-Maktoumstadion · Al-Rashidstadion Sharjahstadion · Sharjah |
|                                                         | · Abu Dhabi · Sjeik Zayidstadion · Mohammed Bin Zayidstadion · Al Nahyanstadion Al Ain · Sheikh Kalifa Internationaal Stadion Dubai · Al-Maktoumstadion · Al-Rashidstadion Sharjahstadion · Sharjah | · Abu Dhabi · Sjeik Zayidstadion · Mohammed Bin Zayidstadion · Al Nahyanstadion Al Ain · Sheikh Kalifa Internationaal Stadion Dubai · Al-Maktoumstadion · Al-Rashidstadion Sharjahstadion · Sharjah | · Abu Dhabi · Sjeik Zayidstadion · Mohammed Bin Zayidstadion · Al Nahyanstadion Al Ain · Sheikh Kalifa Internationaal Stadion Dubai · Al-Maktoumstadion · Al-Rashidstadion Sharjahstadion · Sharjah |

## Groepsfase

### Groep A
| Team         | Ptn | Wed | W | G | V | DV | DT | DS |
| ------------ | --- | --- | - | - | - | -- | -- | -- |
| Burkina Faso | 7   | 3   | 2 | 1 | 0 | 2  | 0  | +2 |
| Slowakije    | 6   | 3   | 2 | 0 | 1 | 5  | 2  | +3 |
| V.A.E.       | 4   | 3   | 1 | 1 | 1 | 3  | 5  | –2 |
| Panama       | 0   | 3   | 0 | 0 | 3 | 1  | 4  | –3 |

|                        |                              |              |                                               |                                                                                           |
| 27 november 2003 20:30 | Verenigde Arabische Emiraten | 1–4          | Slowakije                                     | Sjeik Zayidstadion, Abu Dhabi Toeschouwers: 46.000 Scheidsrechter: Horacio Elizondo (ARG) |
| 27 november 2003 20:30 | Al-Wehaibi 72'               | Externe link | Brezinský 5' Halenár 23' Čech 48' Hološko 81' | Sjeik Zayidstadion, Abu Dhabi Toeschouwers: 46.000 Scheidsrechter: Horacio Elizondo (ARG) |

|                        |        |              |              |                                                                                                |
| 28 november 2003 20:30 | Panama | 0–1          | Burkina Faso | Mohammed Bin Zayidstadion, Abu Dhabi Toeschouwers: 4.500 Scheidsrechter: Roberto Rosetti (ITA) |
| 28 november 2003 20:30 |        | Externe link | Bance 81'    | Mohammed Bin Zayidstadion, Abu Dhabi Toeschouwers: 4.500 Scheidsrechter: Roberto Rosetti (ITA) |

|                       |              |              |           | |
| 1 december 2003 17:45 | Burkina Faso | 1–0          | Slowakije | Mohammed Bin Zayidstadion, Abu Dhabi Toeschouwers: 3.500 Scheidsrechter: Rahman Al-Delawar (Bahrain) |
| 1 december 2003 17:45 | Zongo 6'     | Externe link |           | Mohammed Bin Zayidstadion, Abu Dhabi Toeschouwers: 3.500 Scheidsrechter: Rahman Al-Delawar (Bahrain) |

|                       |         |              |                              | |
| 1 december 2003 20:30 | Panama  | 1–2          | Verenigde Arabische Emiraten | Mohammed Bin Zayidstadion, Abu Dhabi Toeschouwers: 15.000 Scheidsrechter: Frank De Bleeckere (BEL) |
| 1 december 2003 20:30 | Gun 36' | Externe link | Shehab 18' (pen.) Saleh 80'  | Mohammed Bin Zayidstadion, Abu Dhabi Toeschouwers: 15.000 Scheidsrechter: Frank De Bleeckere (BEL) |

|                       |                              |     |              |                                                                                            |
| 4 december 2003 17:45 | Verenigde Arabische Emiraten | 0–0 | Burkina Faso | Mohammed Bin Zayidstadion, Abu Dhabi Toeschouwers: 13.000 Scheidsrechter: Óscar Ruiz (COL) |
| 4 december 2003 17:45 | Externe link                 |     |              | Mohammed Bin Zayidstadion, Abu Dhabi Toeschouwers: 13.000 Scheidsrechter: Óscar Ruiz (COL) |

|                       |              |              |        |                                                                                                |
| 4 december 2003 20:30 | Slowakije    | 1–0          | Panama | Mohammed Bin Zayidstadion, Abu Dhabi Toeschouwers: 4.000 Scheidsrechter: Mohamed Benouza (ALG) |
| 4 december 2003 20:30 | Pečovský 49' | Externe link |        | Mohammed Bin Zayidstadion, Abu Dhabi Toeschouwers: 4.000 Scheidsrechter: Mohamed Benouza (ALG) |

### Groep B
| Team        | Ptn | Wed | W | G | V | DV | DT | DS |
| ----------- | --- | --- | - | - | - | -- | -- | -- |
| Argentinië  | 9   | 3   | 3 | 0 | 0 | 7  | 3  | +4 |
| Spanje      | 6   | 3   | 2 | 0 | 1 | 4  | 2  | +2 |
| Mali        | 3   | 3   | 1 | 0 | 2 | 4  | 7  | –3 |
| Oezbekistan | 0   | 3   | 0 | 0 | 3 | 3  | 6  | –3 |

|                        |                    |              |          |                                                                                     |
| 28 november 2003 17:45 | Argentinië         | 2–1          | Spanje   | Sharjahstadion, Sharjah Toeschouwers: 15.000 Scheidsrechter: Benito Archundia (MEX) |
| 28 november 2003 17:45 | Fernández 50', 74' | Externe link | Gabi 25' | Sharjahstadion, Sharjah Toeschouwers: 15.000 Scheidsrechter: Benito Archundia (MEX) |

|                        |                          |              |                                      |                                                                                   |
| 28 november 2003 20:30 | Oezbekistan              | 2–3          | Mali                                 | Sharjahstadion, Sharjah Toeschouwers: 3.000 Scheidsrechter: Wilson de Souza (BRA) |
| 28 november 2003 20:30 | Innomov 18' Geynrikh 63' | Externe link | Diarra 4' Berthe 51' Coulibaly 90+1' | Sharjahstadion, Sharjah Toeschouwers: 3.000 Scheidsrechter: Wilson de Souza (BRA) |

|                       |      |              |                                   |                                                                              |
| 1 december 2003 17:45 | Mali | 0–2          | Spanje                            | Sharjahstadion, Sharjah Toeschouwers: 6.500 Scheidsrechter: Óscar Ruiz (COL) |
| 1 december 2003 17:45 |      | Externe link | Juanfran 16' S. García 77' (pen.) | Sharjahstadion, Sharjah Toeschouwers: 6.500 Scheidsrechter: Óscar Ruiz (COL) |

|                       |             |              |                                      |                                                                               |
| 1 december 2003 20:30 | Oezbekistan | 1–2          | Argentinië                           | Sharjahstadion, Sharjah Toeschouwers: 8.500 Scheidsrechter: Abdou Diouf (SEN) |
| 1 december 2003 20:30 | Geynrikh 4' | Externe link | Fernández 70' Cavenaghi 90+3' (pen.) | Sharjahstadion, Sharjah Toeschouwers: 8.500 Scheidsrechter: Abdou Diouf (SEN) |

|                       |                                             |              |                   |                                                                                      |
| 4 december 2003 17:45 | Argentinië                                  | 3–1          | Mali              | Sharjahstadion, Sharjah Toeschouwers: 5.000 Scheidsrechter: Frank De Bleeckere (BEL) |
| 4 december 2003 17:45 | Ferreyra 13' Herrera 26' Diakité 32' (e.d.) | Externe link | Berthe 48' (pen.) | Sharjahstadion, Sharjah Toeschouwers: 5.000 Scheidsrechter: Frank De Bleeckere (BEL) |

|                       |             |              |             |                                                                                   |
| 4 december 2003 20:30 | Spanje      | 1–0          | Oezbekistan | Sharjahstadion, Sharjah Toeschouwers: 4.000 Scheidsrechter: Massimo Busacca (SUI) |
| 4 december 2003 20:30 | Iniesta 15' | Externe link |             | Sharjahstadion, Sharjah Toeschouwers: 4.000 Scheidsrechter: Massimo Busacca (SUI) |

### Groep C
| Team      | Ptn | Wed | W | G | V | DV | DT | DS |
| --------- | --- | --- | - | - | - | -- | -- | -- |
| Australië | 7   | 3   | 2 | 1 | 0 | 6  | 4  | +2 |
| Brazilië  | 4   | 3   | 1 | 1 | 1 | 5  | 4  | +1 |
| Canada    | 3   | 3   | 1 | 0 | 2 | 2  | 4  | –2 |
| Tsjechië  | 2   | 3   | 0 | 2 | 1 | 2  | 3  | –1 |

|                        |                         |              |        |                                                                                               |
| 28 november 2003 17:45 | Brazilië                | 2–0          | Canada | Al-Rashidstadion, Dubai Toeschouwers: 13.150 Scheidsrechter: Eduardo Iturralde González (ESP) |
| 28 november 2003 17:45 | Carvalho 56' Nilmar 84' | Externe link |        | Al-Rashidstadion, Dubai Toeschouwers: 13.150 Scheidsrechter: Eduardo Iturralde González (ESP) |

|                        |               |              |              |                                                                               |
| 28 november 2003 20:30 | Tsjechië      | 1–1          | Australië    | Al-Rashidstadion, Dubai Toeschouwers: 8.200 Scheidsrechter: Abdou Diouf (SEN) |
| 28 november 2003 20:30 | Limberský 24' | Externe link | McDonald 49' | Al-Rashidstadion, Dubai Toeschouwers: 8.200 Scheidsrechter: Abdou Diouf (SEN) |

|                       |                       |              |          |                                                                                  |
| 1 december 2003 17:45 | Australië             | 2–1          | Canada   | Al-Rashidstadion, Dubai Toeschouwers: 8.200 Scheidsrechter: Kwon Jong-Chul (KOR) |
| 1 december 2003 17:45 | Brosque 12' McKay 54' | Externe link | Hume 33' | Al-Rashidstadion, Dubai Toeschouwers: 8.200 Scheidsrechter: Kwon Jong-Chul (KOR) |

|                       |               |              |              |                                                                                     |
| 1 december 2003 20:30 | Tsjechië      | 1–1          | Brazilië     | Al-Rashidstadion, Dubai Toeschouwers: 12.500 Scheidsrechter: Benito Archundia (MEX) |
| 1 december 2003 20:30 | Limberský 34' | Externe link | Adaílton 37' | Al-Rashidstadion, Dubai Toeschouwers: 12.500 Scheidsrechter: Benito Archundia (MEX) |

|                       |                      |              |                             |                                                                                    |
| 4 december 2003 17:45 | Brazilië             | 2–3          | Australië                   | Al-Rashidstadion, Dubai Toeschouwers: 10.000 Scheidsrechter: Roberto Rosetti (ITA) |
| 4 december 2003 17:45 | Juninho 75' Dudu 87' | Externe link | Danze 31', 37' Dilevski 47' | Al-Rashidstadion, Dubai Toeschouwers: 10.000 Scheidsrechter: Roberto Rosetti (ITA) |

|                       |          |              |          |                                                                                    |
| 4 december 2003 20:30 | Canada   | 1–0          | Tsjechië | Al-Rashidstadion, Dubai Toeschouwers: 4.000 Scheidsrechter: Horacio Elizondo (ARG) |
| 4 december 2003 20:30 | Hume 80' | Externe link |          | Al-Rashidstadion, Dubai Toeschouwers: 4.000 Scheidsrechter: Horacio Elizondo (ARG) |

### Groep D
| Team     | Ptn | Wed | W | G | V | DV | DT | DS |
| -------- | --- | --- | - | - | - | -- | -- | -- |
| Japan    | 6   | 3   | 2 | 0 | 1 | 3  | 4  | –1 |
| Colombia | 5   | 3   | 1 | 2 | 0 | 4  | 1  | +3 |
| Egypte   | 4   | 3   | 1 | 1 | 1 | 1  | 1  | 0  |
| Engeland | 1   | 3   | 0 | 1 | 2 | 0  | 2  | –2 |

|                        |              |     |        |                                                                                     |
| 29 november 2003 17:45 | Colombia     | 0–0 | Egypte | Al-Maktoumstadion, Dubai Toeschouwers: 11.000 Scheidsrechter: Massimo Busacca (SUI) |
| 29 november 2003 17:45 | Externe link |     |        | Al-Maktoumstadion, Dubai Toeschouwers: 11.000 Scheidsrechter: Massimo Busacca (SUI) |

|                        |            |              |          |                                                                                 |
| 29 november 2003 20:30 | Japan      | 1–0          | Engeland | Al-Maktoumstadion, Dubai Toeschouwers: 12.000 Scheidsrechter: Kevin Stott (USA) |
| 29 november 2003 20:30 | Sakata 54' | Externe link |          | Al-Maktoumstadion, Dubai Toeschouwers: 12.000 Scheidsrechter: Kevin Stott (USA) |

|                       |          |              |            |                                                                                    |
| 2 december 2003 17:45 | Engeland | 0–1          | Egypte     | Al-Maktoumstadion, Dubai Toeschouwers: 12.000 Scheidsrechter: Shamsul Maidin (SIN) |
| 2 december 2003 17:45 |          | Externe link | Moteab 74' | Al-Maktoumstadion, Dubai Toeschouwers: 12.000 Scheidsrechter: Shamsul Maidin (SIN) |

|                       |            |              |                                                         |                                                                                   |
| 2 december 2003 20:30 | Japan      | 1–4          | Colombia                                                | Al-Maktoumstadion, Dubai Toeschouwers: 7.200 Scheidsrechter: Matthew Breeze (AUS) |
| 2 december 2003 20:30 | Sakata 75' | Externe link | De la Cuesta 35' Castrillón 43' Aguilar 65' Rivas 90+3' | Al-Maktoumstadion, Dubai Toeschouwers: 7.200 Scheidsrechter: Matthew Breeze (AUS) |

|                       |              |     |          |                                                                                      |
| 5 december 2003 17:45 | Colombia     | 0–0 | Engeland | Al-Maktoumstadion, Dubai Toeschouwers: 9.210 Scheidsrechter: Rahman Al-Delawar (BHR) |
| 5 december 2003 17:45 | Externe link |     |          | Al-Maktoumstadion, Dubai Toeschouwers: 9.210 Scheidsrechter: Rahman Al-Delawar (BHR) |

|                       |        |              |              |                                                                                      |
| 5 december 2003 20:30 | Egypte | 0–1          | Japan        | Al-Maktoumstadion, Dubai Toeschouwers: 11.800 Scheidsrechter: Benito Archundia (MEX) |
| 5 december 2003 20:30 |        | Externe link | Hirayama 79' | Al-Maktoumstadion, Dubai Toeschouwers: 11.800 Scheidsrechter: Benito Archundia (MEX) |

### Groep E
| Team          | Ptn | Wed | W | G | V | DV | DT | DS |
| ------------- | --- | --- | - | - | - | -- | -- | -- |
| Ierland       | 7   | 3   | 2 | 1 | 0 | 6  | 3  | +3 |
| Ivoorkust     | 5   | 3   | 1 | 2 | 0 | 4  | 3  | +1 |
| Saoedi-Arabië | 2   | 3   | 0 | 2 | 1 | 2  | 3  | –1 |
| Mexico        | 1   | 3   | 0 | 1 | 2 | 2  | 5  | –3 |

|                        |                |              |                  | |
| 29 november 2003 17:45 | Saoedi-Arabië  | 1–2          | Ierland          | Sheikh Kalifa Internationaal Stadion, Al Ain Toeschouwers: 9.055 Scheidsrechter: Matthew Breeze (AUS) |
| 29 november 2003 17:45 | Al-Mehyani 49' | Externe link | Elliott 18', 77' | Sheikh Kalifa Internationaal Stadion, Al Ain Toeschouwers: 9.055 Scheidsrechter: Matthew Breeze (AUS) |

|                        |               |              |                     | |
| 29 november 2003 20:30 | Mexico        | 1–2          | Ivoorkust           | Sheikh Kalifa Internationaal Stadion, Al Ain Toeschouwers: 6.350 Scheidsrechter: Kwon Jong-Chul (KOR) |
| 29 november 2003 20:30 | De Nigris 85' | Externe link | Tohoua 19' Koné 58' | Sheikh Kalifa Internationaal Stadion, Al Ain Toeschouwers: 6.350 Scheidsrechter: Kwon Jong-Chul (KOR) |

|                       |               |              |                         | |
| 2 december 2003 17:45 | Ivoorkust     | 2–2          | Ierland                 | Sheikh Kalifa Internationaal Stadion, Al Ain Toeschouwers: 10.265 Scheidsrechter: Massimo Busacca (SUI) |
| 2 december 2003 17:45 | Koné 12', 67' | Externe link | Paisley 36' Elliott 74' | Sheikh Kalifa Internationaal Stadion, Al Ain Toeschouwers: 10.265 Scheidsrechter: Massimo Busacca (SUI) |

|                       |           |              |               | |
| 2 december 2003 20:30 | Mexico    | 1–1          | Saoedi-Arabië | Sheikh Kalifa Internationaal Stadion, Al Ain Toeschouwers: 10.950 Scheidsrechter: Kevin Stott (USA) |
| 2 december 2003 20:30 | Pinto 30' | Externe link | Majrashi 15'  | Sheikh Kalifa Internationaal Stadion, Al Ain Toeschouwers: 10.950 Scheidsrechter: Kevin Stott (USA) |

|                       |               |     |           | |
| 5 december 2003 17:45 | Saoedi-Arabië | 0–0 | Ivoorkust | Sheikh Kalifa Internationaal Stadion, Al Ain Toeschouwers: 10.370 Scheidsrechter: Kwon Jong-Chul (KOR) |
| 5 december 2003 17:45 | Externe link  |     |           | Sheikh Kalifa Internationaal Stadion, Al Ain Toeschouwers: 10.370 Scheidsrechter: Kwon Jong-Chul (KOR) |

|                       |                       |              |        | |
| 5 december 2003 20:30 | Ierland               | 2–0          | Mexico | Sheikh Kalifa Internationaal Stadion, Al Ain Toeschouwers: 9.230 Scheidsrechter: Wilson de Souza (BRA) |
| 5 december 2003 20:30 | Paisley 35' Kelly 85' | Externe link |        | Sheikh Kalifa Internationaal Stadion, Al Ain Toeschouwers: 9.230 Scheidsrechter: Wilson de Souza (BRA) |

### Groep F
| Team             | Ptn | Wed | W | G | V | DV | DT | DS |
| ---------------- | --- | --- | - | - | - | -- | -- | -- |
| Verenigde Staten | 6   | 3   | 2 | 0 | 1 | 6  | 4  | +2 |
| Paraguay         | 6   | 3   | 2 | 0 | 1 | 4  | 3  | +1 |
| Zuid-Korea       | 3   | 3   | 1 | 0 | 2 | 2  | 3  | –1 |
| Duitsland        | 3   | 3   | 1 | 0 | 2 | 3  | 5  | –2 |

|                        |               |              |                                  |                                                                                      |
| 29 november 2003 17:45 | Paraguay      | 1–3          | Verenigde Staten                 | Al Nahyanstadion, Abu Dhabi Toeschouwers: 3.500 Scheidsrechter: Shamsul Maidin (SIN) |
| 29 november 2003 17:45 | Dos Santos 6' | Externe link | Johnson 53' Magee 68' Convey 81' | Al Nahyanstadion, Abu Dhabi Toeschouwers: 3.500 Scheidsrechter: Shamsul Maidin (SIN) |

|                        |                           |              |           |                                                                                       |
| 29 november 2003 20:30 | Zuid-Korea                | 2–0          | Duitsland | Al Nahyanstadion, Abu Dhabi Toeschouwers: 8.000 Scheidsrechter: Mohamed Benouza (ALG) |
| 29 november 2003 20:30 | Lee H.J. 51' Lee J.M. 70' | Externe link |           | Al Nahyanstadion, Abu Dhabi Toeschouwers: 8.000 Scheidsrechter: Mohamed Benouza (ALG) |

|                       |                                     |              |                  |                                                                                       |
| 2 december 2003 17:45 | Duitsland                           | 3–1          | Verenigde Staten | Al Nahyanstadion, Abu Dhabi Toeschouwers: 6.000 Scheidsrechter: Wilson de Souza (BRA) |
| 2 december 2003 17:45 | Huth 47' Trochowski 60' Kneissl 63' | Externe link | Whitbread 77'    | Al Nahyanstadion, Abu Dhabi Toeschouwers: 6.000 Scheidsrechter: Wilson de Souza (BRA) |

|                       |            |              |               |                                                                                       |
| 2 december 2003 20:30 | Zuid-Korea | 0–1          | Paraguay      | Al Nahyanstadion, Abu Dhabi Toeschouwers: 5.000 Scheidsrechter: Roberto Rosetti (ITA) |
| 2 december 2003 20:30 |            | Externe link | Velázquez 14' | Al Nahyanstadion, Abu Dhabi Toeschouwers: 5.000 Scheidsrechter: Roberto Rosetti (ITA) |

|                       |                      |              |           |                                                                                                  |
| 5 december 2003 17:45 | Paraguay             | 2–0          | Duitsland | Al Nahyanstadion, Abu Dhabi Toeschouwers: 6.000 Scheidsrechter: Eduardo Iturralde González (ESP) |
| 5 december 2003 17:45 | López 39' Valdez 57' | Externe link |           | Al Nahyanstadion, Abu Dhabi Toeschouwers: 6.000 Scheidsrechter: Eduardo Iturralde González (ESP) |

|                       |                                |              |            |                                                                                      |
| 5 december 2003 20:30 | Verenigde Staten               | 2–0          | Zuid-Korea | Al Nahyanstadion, Abu Dhabi Toeschouwers: 8.000 Scheidsrechter: Matthew Breeze (AUS) |
| 5 december 2003 20:30 | Johnson 13' (pen.), 24' (pen.) | Externe link |            | Al Nahyanstadion, Abu Dhabi Toeschouwers: 8.000 Scheidsrechter: Matthew Breeze (AUS) |

### Vier beste nummers drie
| Team          | Ptn | Wed | W | G | V | DV | DT | DS |
| ------------- | --- | --- | - | - | - | -- | -- | -- |
| Egypte        | 4   | 3   | 1 | 1 | 1 | 1  | 1  | 0  |
| V.A.E.        | 4   | 3   | 1 | 1 | 1 | 3  | 5  | –2 |
| Zuid-Korea    | 3   | 3   | 1 | 0 | 2 | 2  | 3  | –1 |
| Canada        | 3   | 3   | 1 | 0 | 2 | 2  | 4  | –2 |
| Mali          | 3   | 3   | 1 | 0 | 2 | 4  | 7  | –3 |
| Saoedi-Arabië | 2   | 3   | 0 | 2 | 1 | 2  | 3  | –1 |

## Knock-outfase
|  | Achtste finale   | Achtste finale   |             |   | Kwartfinale  | Kwartfinale  |             |             | Halve finale | Halve finale |  |  | Finale | Finale |
|  |                  |                  |             |   |              |              |             |             |              |              |  |  |        |        |
|  | 8 december       |                  |             |   |              |              |             |             |              |              |  |  |        |        |
|  |                  |                  |             |   |              |              |             |             |              |              |  |  |        |        |
|  | Japan            | 2                |             |   |              |              |             |             |              |              |  |  |        |        |
|  | Japan            | 2                | 12 december |   |              |              |             |             |              |              |  |  |        |        |
|  | Zuid-Korea       | 1                |             |   |              |              |             |             |              |              |  |  |        |        |
|  | Zuid-Korea       | 1                | Japan       | 1 |              |              |             |             |              |              |  |  |        |        |
|  | 9 december       |                  | Japan       | 1 |              |              |             |             |              |              |  |  |        |        |
|  |                  | Brazilië         | 5           |   |              |              |             |             |              |              |  |  |        |        |
|  | Brazilië         | Brazilië         | 5           | 2 |              |              |             |             |              |              |  |  |        |        |
|  | Brazilië         |                  | 15 december | 2 |              |              |             |             |              |              |  |  |        |        |
|  | Slowakije        | 1                |             |   |              |              |             |             |              |              |  |  |        |        |
|  | Slowakije        | 1                | Brazilië    | 1 |              |              |             |             |              |              |  |  |        |        |
|  | 8 december       |                  | Brazilië    | 1 |              |              |             |             |              |              |  |  |        |        |
|  |                  | Argentinië       | 0           |   |              |              |             |             |              |              |  |  |        |        |
|  | Argentinië       | Argentinië       | 0           | 2 |              |              |             |             |              |              |  |  |        |        |
|  | Argentinië       | 12 december      |             | 2 |              |              |             |             |              |              |  |  |        |        |
|  | Egypte           | 1                |             |   |              |              |             |             |              |              |  |  |        |        |
|  | Egypte           | 1                | Argentinië  | 2 |              |              |             |             |              |              |  |  |        |        |
|  | 8 december       |                  | Argentinië  | 2 |              |              |             |             |              |              |  |  |        |        |
|  |                  | Verenigde Staten | 1           |   |              |              |             |             |              |              |  |  |        |        |
|  | Verenigde Staten | Verenigde Staten | 1           | 2 |              |              |             |             |              |              |  |  |        |        |
|  | Verenigde Staten |                  | 19 december | 2 |              |              |             |             |              |              |  |  |        |        |
|  | Ivoorkust        | 0                |             |   |              |              |             |             |              |              |  |  |        |        |
|  | Ivoorkust        | 0                | Brazilië    | 1 |              |              |             |             |              |              |  |  |        |        |
|  | 8 december       |                  | Brazilië    | 1 |              |              |             |             |              |              |  |  |        |        |
|  |                  | Spanje           | 0           |   |              |              |             |             |              |              |  |  |        |        |
|  | Burkina Faso     | Spanje           | 0           | 0 |              |              |             |             |              |              |  |  |        |        |
|  | Burkina Faso     | 12 december      |             | 0 |              |              |             |             |              |              |  |  |        |        |
|  | Canada           | 1                |             |   |              |              |             |             |              |              |  |  |        |        |
|  | Canada           | 1                | Canada      | 1 |              |              |             |             |              |              |  |  |        |        |
|  | 9 december       |                  | Canada      | 1 |              |              |             |             |              |              |  |  |        |        |
|  |                  | Spanje           | 2           |   |              |              |             |             |              |              |  |  |        |        |
|  | Paraguay         | Spanje           | 2           | 0 |              |              |             |             |              |              |  |  |        |        |
|  | Paraguay         |                  | 15 december | 0 |              |              |             |             |              |              |  |  |        |        |
|  | Spanje           | 1                |             |   |              |              |             |             |              |              |  |  |        |        |
|  | Spanje           | 1                | Spanje      | 1 |              |              |             |             |              |              |  |  |        |        |
|  | 9 december       |                  | Spanje      | 1 |              |              |             |             |              |              |  |  |        |        |
|  |                  | Colombia         | 0           |   | Troostfinale | Troostfinale |             |             |              |              |  |  |        |        |
|  | Australië        | Colombia         | 0           | 0 | Troostfinale | Troostfinale |             |             |              |              |  |  |        |        |
|  | Australië        | 12 december      | 12 december | 0 |              |              | 19 december | 19 december |              |              |  |  |        |        |
|  | V.A.E.           | 12 december      | 12 december | 1 |              |              | 19 december | 19 december |              |              |  |  |        |        |
|  | V.A.E.           | V.A.E.           | 0           | 1 | Argentinië   | 1            |             |             |              |              |  |  |        |        |
|  | 9 december       | V.A.E.           | 0           |   | Argentinië   | 1            |             |             |              |              |  |  |        |        |
|  |                  | Colombia         | 1           |   | Colombia     | 2            |             |             |              |              |  |  |        |        |
|  | Ierland          | Colombia         | 1           | 2 | Colombia     | 2            |             |             |              |              |  |  |        |        |
|  | Ierland          |                  |             | 2 |              |              |             |             |              |              |  |  |        |        |
|  | Colombia         | 3                |             |   |              |              |             |             |              |              |  |  |        |        |
|  | Colombia         | 3                |             |   |              |              |             |             |              |              |  |  |        |        |

### Achtste finale
|                       |                  |              |            |                                                                                        |
| 8 december 2003 18:00 | Japan            | 2–1 (n.v.)   | Zuid-Korea | Al Nahyanstadion, Abu Dhabi Toeschouwers: 5.500 Scheidsrechter: Horacio Elizondo (ARG) |
| 8 december 2003 18:00 | Sakata 82', 105' | Externe link | Choi 38'   | Al Nahyanstadion, Abu Dhabi Toeschouwers: 5.500 Scheidsrechter: Horacio Elizondo (ARG) |

|                       |              |              |             |                                                                                      |
| 8 december 2003 21:00 | Burkina Faso | 0–1          | Canada      | Al Nahyanstadion, Abu Dhabi Toeschouwers: 5.000 Scheidsrechter: Kwon Jong-chul (KOR) |
| 8 december 2003 21:00 |              | Externe link | Simpson 59' | Al Nahyanstadion, Abu Dhabi Toeschouwers: 5.000 Scheidsrechter: Kwon Jong-chul (KOR) |

|                       |                     |              |             |                                                                                     |
| 8 december 2003 18:00 | Argentinië          | 2–1 (n.v.)   | Egypte      | Al-Maktoumstadion, Dubai Toeschouwers: 10.800 Scheidsrechter: Massimo Busacca (SUI) |
| 8 december 2003 18:00 | Cavenaghi 27', 114' | Externe link | Metwaly 42' | Al-Maktoumstadion, Dubai Toeschouwers: 10.800 Scheidsrechter: Massimo Busacca (SUI) |

|                       |                            |              |           |                                                                               |
| 8 december 2003 21:00 | Verenigde Staten           | 2–0          | Ivoorkust | Al-Maktoumstadion, Dubai Toeschouwers: 3.210 Scheidsrechter: Óscar Ruiz (COL) |
| 8 december 2003 21:00 | Mapp 7' Johnson 43' (pen.) | Externe link |           | Al-Maktoumstadion, Dubai Toeschouwers: 3.210 Scheidsrechter: Óscar Ruiz (COL) |

|                       |                |              |           |                                                                                               |
| 9 december 2003 18:00 | Brazilië       | 2–1 (n.v.)   | Slowakije | Sharjahstadion, Sharjah Toeschouwers: 12.800 Scheidsrechter: Eduardo Iturralde González (ESP) |
| 9 december 2003 18:00 | Dudu 83', 100' | Externe link | Sebo 61'  | Sharjahstadion, Sharjah Toeschouwers: 12.800 Scheidsrechter: Eduardo Iturralde González (ESP) |

|                       |           |              |                              |                                                                                    |
| 9 december 2003 21:00 | Australië | 0–1          | Verenigde Arabische Emiraten | Sharjahstadion, Sharjah Toeschouwers: 13.500 Scheidsrechter: Wilson de Souza (BRA) |
| 9 december 2003 21:00 |           | Externe link | Matar 89'                    | Sharjahstadion, Sharjah Toeschouwers: 13.500 Scheidsrechter: Wilson de Souza (BRA) |

|                       |          |              |               | |
| 9 december 2003 18:00 | Paraguay | 0–1          | Spanje        | Sheikh Kalifa Internationaal Stadion, Al Ain Toeschouwers: 9.250 Scheidsrechter: Benito Archundia (MEX) |
| 9 december 2003 18:00 |          | Externe link | S. García 66' | Sheikh Kalifa Internationaal Stadion, Al Ain Toeschouwers: 9.250 Scheidsrechter: Benito Archundia (MEX) |

|                       |                          |              |                                     | |
| 9 december 2003 21:00 | Ierland                  | 2–3 (n.v.)   | Colombia                            | Sheikh Kalifa Internationaal Stadion, Al Ain Toeschouwers: 6.860 Scheidsrechter: Frank De Bleeckere (BEL) |
| 9 december 2003 21:00 | Doyle 85' McCarthy 90+2' | Externe link | Perea 11' Montaño 70' Carrillo 106' | Sheikh Kalifa Internationaal Stadion, Al Ain Toeschouwers: 6.860 Scheidsrechter: Frank De Bleeckere (BEL) |

### Kwartfinale
|                        |          |              |                           |                                                                                                 |
| 12 december 2003 18:00 | Canada   | 1–2 (n.v.)   | Spanje                    | Mohammed Bin Zayidstadion, Abu Dhabi Toeschouwers: 15.000 Scheidsrechter: Wilson de Souza (BRA) |
| 12 december 2003 18:00 | Hume 53' | Externe link | Iniesta 35' Arizmendi 97' | Mohammed Bin Zayidstadion, Abu Dhabi Toeschouwers: 15.000 Scheidsrechter: Wilson de Souza (BRA) |

|                        |                  |              |                                        | |
| 12 december 2003 21:00 | Verenigde Staten | 1–2 (n.v.)   | Argentinië                             | Mohammed Bin Zayidstadion, Abu Dhabi Toeschouwers: 15.500 Scheidsrechter: Eduardo Iturralde González (ESP) |
| 12 december 2003 21:00 | Convey 59'       | Externe link | Mascherano 90+4' Cavenaghi 104' (pen.) | Mohammed Bin Zayidstadion, Abu Dhabi Toeschouwers: 15.500 Scheidsrechter: Eduardo Iturralde González (ESP) |

|                        |             |              |                              |                                                                                     |
| 12 december 2003 18:00 | Colombia    | 1–0          | Verenigde Arabische Emiraten | Al-Rashidstadion, Dubai Toeschouwers: 13.000 Scheidsrechter: Horacio Elizondo (ARG) |
| 12 december 2003 18:00 | Montaño 14' | Externe link |                              | Al-Rashidstadion, Dubai Toeschouwers: 13.000 Scheidsrechter: Horacio Elizondo (ARG) |

|                        |              |              |                                               |                                                                               |
| 12 december 2003 21:00 | Japan        | 1–5          | Brazilië                                      | Al-Rashidstadion, Dubai Toeschouwers: 10.000 Scheidsrechter: Óscar Ruiz (COL) |
| 12 december 2003 21:00 | Hirayama 89' | Externe link | Carvalho 2', 13' Kléber 15' Nilmar 34', 90+1' | Al-Rashidstadion, Dubai Toeschouwers: 10.000 Scheidsrechter: Óscar Ruiz (COL) |

### Halve finale
|                        |          |              |            |                                                                                                  |
| 15 december 2003 18:00 | Brazilië | 1–0          | Argentinië | Mohammed Bin Zayidstadion, Abu Dhabi Toeschouwers: 16.000 Scheidsrechter: Benito Archundia (MEX) |
| 15 december 2003 18:00 | Dudu 65' | Externe link |            | Mohammed Bin Zayidstadion, Abu Dhabi Toeschouwers: 16.000 Scheidsrechter: Benito Archundia (MEX) |

|                        |                    |              |          |                                                                                      |
| 15 december 2003 21:00 | Spanje             | 1–0          | Colombia | Al-Rashidstadion, Dubai Toeschouwers: 5.700 Scheidsrechter: Frank De Bleeckere (BEL) |
| 15 december 2003 21:00 | Iniesta 86' (pen.) | Externe link |          | Al-Rashidstadion, Dubai Toeschouwers: 5.700 Scheidsrechter: Frank De Bleeckere (BEL) |

### Troostfinale
|                        |                             |              |                |                                                                                         |
| 19 december 2003 18:00 | Colombia                    | 2–1          | Argentinië     | Sjeik Zayidstadion, Abu Dhabi Toeschouwers: 55.000 Scheidsrechter: Matthew Breeze (AUS) |
| 19 december 2003 18:00 | Carrillo 16' Castrillón 62' | Externe link | Ferreyra 45+1' | Sjeik Zayidstadion, Abu Dhabi Toeschouwers: 55.000 Scheidsrechter: Matthew Breeze (AUS) |

### Finale
|                        |        |                 |          |                                                                                             |
| 19 december 2003 20:45 | Spanje | 0 – 1           | Brazilië | Sjeik Zayidstadion, Abu Dhabi Toeschouwers: 55.000 Scheidsrechter: Roberto Rosetti (Italië) |
| 19 december 2003 20:45 |        | 87' Fernandinho |          | Sjeik Zayidstadion, Abu Dhabi Toeschouwers: 55.000 Scheidsrechter: Roberto Rosetti (Italië) |

| Spanje | Brazilië |

| Spanje:        |    |                |         |
|                |    |                |         |
| GK             | 13 | Asier Riesgo   | 36'     |
| RB             | 12 | Iago Bouzón    |         |
| CB             | 4  | Carlos García  |         |
| CB             | 5  | Melli          | 4'      |
| LB             | 3  | Carlos Peña    |         |
| CM             | 6  | Vitolo         | 77'     |
| CM             | 16 | Gabi           | 44' 88' |
| RW             | 17 | Juanfran       |         |
| AM             | 8  | Andrés Iniesta | 85'     |
| LW             | 18 | Jorge Pina     | 70'     |
| CF             | 9  | Sergio García  |         |
| Wisselspelers: |    |                |         |
| MF             | 11 | Jaime Gavilán  | 70'     |
| FW             | 10 | Manu del Moral | 88'     |
| Coach:         |    |                |         |
| José Ufarte    |    |                |         |

| Brazilië:      |    |                 |         |
|                |    |                 |         |
| GK             | 12 | Jefferson       |         |
| RB             | 2  | Daniel Alves    | 90+3'   |
| CB             | 3  | Alcides         |         |
| CB             | 4  | Adaílton        |         |
| LB             | 14 | Adriano         | 22'     |
| RW             | 15 | Juninho         | 70'     |
| CM             | 8  | Dudu            |         |
| CM             | 16 | Jardel          |         |
| LW             | 7  | Daniel Carvalho | 90+4'   |
| CF             | 10 | Nilmar          | 64'     |
| CF             | 13 | Kléber          |         |
| Wisselspelers: |    |                 |         |
| FW             | 11 | Dagoberto       | 64'     |
| MF             | 19 | Fernandinho     | 70' 90' |
| FW             | 9  | Andrezinho      | 90+4'   |
| Coach:         |    |                 |         |
| Marcos Paquetá |    |                 |         |

| 2003 FIFA U20 Wereldkampioenschap |
| --------------------------------- |
| Brazilië 4e titel                 |